# Miguel de Abarca
Miguel de Abarca († 1683) war ein spanischer Baumeister.
Er errichtete in Beasain in der Provinz Guipúzcoa von 1657–63 eine Kapelle des Martín de la Ascensión y Loinaz, die sich gegenüber dem Geburtshaus dieses Heiligen erhob. Allerdings mussten die Bauarbeiten wegen finanzieller Probleme unterbrochen werden, und die Kapelle wurde erst nach Abarcas Tod vollendet.